# Christopher Wolstenholme
Christopher Tony "Chris" Wolstenholme, född 2 december 1978 i Rotherham, South Yorkshire, England, är en engelsk musiker. Han är basist och bakgrundssångare i det brittiska rockbandet Muse tillsammans med Matthew Bellamy (sång/gitarr/piano) och Dominic Howard (trummor/slagverk).
Chris föddes i Rotherham, England men flyttade vis elva års ålder till Teignmouth, Devon.
Chris är känd för sin musikaliska mångsidighet. Han började i ung ålder som trummis och har dessutom utöver sin talang för basgitarr en fallenhet för gitarr. Vid Muse liveframträdanden spelar han gitarr i bland annat låtar som "Hoodoo" och "Unintended". Han spelar också munspel i bandets cover av låten "Man with a Harmonica" ifrån filmen Harmonica - en hämnare.
Wolstenholme och hans fru Kelly gifte sig 23 december 2003 och har sex barn (Alfie f. 1999, Ava-Jo f. 2001, Frankie f. 2003, Ernie f. 2008, Buster f. 2010 och Teddi Dorothy f. 2012). I slutet av april 2010 flyttade familjen till Foxrock, Dublin. Han sa att deras beslut att flytta till Irland var baserat på deras behov av att vara bredvid en stor flygplats och en önskan att undvika London, England. Trots flytten till Irland förblir han en stor supporter för Rotherham United FC, sin hemstads fotbollslag.

## Privatliv
Chris har 6 barn. Bortsett från Black Holes and Revelations, så har Chris fått ett barn med frun Kelly runt släppet av varje album. Chris och Kelly skilde sig 2016. Chris gifte sig 1 december 2018 med Caris Ball. Paret fick en dotter i mars 2020.
Han tappade en gång sin vigselring under en spelning i Japan, men ett fan gav tillbaka den och i gengäld fick detta fan en livstidsförsörjning av Muse-konserter.
Chris stödjer The Millers fotbollslag (Rotherham United FC).
I en intervju med The Times erkände Chris att han var en alkoholist och pratade om djupet av hans beroende.  Hans far dog av alkoholism när han var 40, vilket fick Chris att tro att han var på väg mot samma öde. Halvvägs genom inspelningen av The Resistance checkade han in på rehabilitering och har varit alkoholfri sedan dess.
Chris har en samling på 70 gitarrer.

## Barndom
Chris är född 2 december 1978 i Rotherham, Yorkshire i England. Han flyttade vid 11 års ålder till Teignmouth, Devon. Hans mamma brukade regelbundet köpa skivor vilket influerade hans intresse i musik. Han började med att lära sig spela gitarr och sedan trummor. Chris spelade trummor i Fixed Penalty, ett lokalband i den lilla staden, innan han lämnade dem för att spela bas i Dom och Matt's band Rocket Baby Dolls.

## Musik
Chris spelar basgitarr och sjunger i två låtar som han skrivit i Muse, men han kan också spela trummor, synthesizer och munspel. När bandet först började spela låten "Plug In Baby" live, brukade han be om nya strängar på basen varje gång för att få det rätta ljudet han ville ha. Chris är ett stort fan av Status Quo och har till och med fått spela med dem en gång.

## Muse
När Dominic Howard och Matthew Bellamy erbjöd Chris att gå med i deras band 1994 var det mycket tvekan och tvivel från Chris. Men han gav till slut med sig och började spela bas istället för sitt ursprungliga instrument trummor, som Dominic ville spela.
Efter att de vann ”battle of the bands” i deras skola, började de ta sig själva på större allvar och tänkte på musiken som en möjlig framtid. Efter detta gick det upp och ner för bandet tills de äntligen fick ut sin första skiva Showbiz 1999.
Chris är den i Muse med mest tillbakadragen personlighet. Han talar sällan på scen och låter oftast Matt Bellamy och Dominic Howard sköta intervjuer. Chris har sagt att detta beror på att han blir nervös och svettas. Det beror också på att han ofta reser för att träffa sin familj när de har tid över. Efter att deras senaste skiva släppts har han dock börjat medverka i fler intervjuer.
Wolstenholme blev tilldelad titeln hedersdoktor i konst från universitetet i Plymouth.

## Twitter
Den 2 september 2010 bjöd Chris in fans till en fotbollsmatch i Manchester via Muse's twitter. Detta resulterade i att ett antal fans trodde att Muse's twitter hade blivit hackad, upp till när Chris twittrade en bild på sig själv och en fotboll. Strax efter detta skaffade han sig ett eget twitter konto (@CTWolstenholme). Han har sedan dess regelbundet bjudit in fans runt om i världen till fotbollsmatcher på alla möjliga ställen, oftast på de ställen där de har spelat kvällen innan.
2011 twittrade Chris att om han får över 40.000 followers så skulle han byta namn till CWolstenbeast (Wolstenbeast kallas han av många fans) och efter bara någon månad hade Chris över 40.000 followers och heter än idag CWolstenbeast.

## Diskografi
Album med Muse
- Showbiz (1999)
- Origin of Symmetry (2001)
- Absolution (2003)
- Black Holes and Revelations (2006)
- The Resistance (2009)
- The 2nd Law (2012)
- Simulation Theory (2018)
- Origin of Muse (samlingsbox) (2019)